# Parosphromenus opallios
Паросфромен опаловий (Parosphromenus opallios) — тропічний прісноводний вид риб з родини осфронемових (Osphronemidae), підродина макроподові (Macropodusinae).
Був описаний 2005 року на основі зразків з південного заходу індонезійської провінції Центральний Калімантан, які раніше ідентифікувалися як P. deissneri. Справжній P. deissneri обмежується островом Банка, P. opallios відрізняється від нього деталями забарвлення та формулою променів спинного й анального плавців.
Видова назва походить від грецького οπάλιος, що означає опал, дорогоцінний камінь, який може бути майже будь-якого кольору.

## Опис
Максимальна стандартна (без хвостового плавця) довжина становить 2,5 см, максимальна загальна довжина 3,5 см. У спинному плавці 11-13 твердих і 6-8 м'яких променів, всього 18-19; в анальному плавці 11-12 твердих і 10-11 м'яких променів, всього 21-23.
Тіло чорно-коричневе зі світлими поздовжніми смугами. Спинний, анальний та хвостовий плавці біля основи чорні, далі їхній колір переходить у червоний. Ближче до краю цих плавців розташована чорна смуга, обмежена з двох боків блискучими бірюзовими смужками, причому внутрішня на хвостовому плавці є дуже вузькою. Черевні плавці яскраво-блакитні.
Самець у шлюбному вбранні стає дуже темним.
Існують деякі відмінності в забарвленні залежно від місця походження риб.
Самки набагато менш барвисті й блідіші за самців, вони не мають яскравих синьо-зелених або блакитних смужок на плавцях. Спинний плавець у самців загострений на кінці, а в самок більш округлий.
Самців опалового паросфромена з першого погляду можна сплутати з іншими видами групи P. bintan-harveyi, в яких плавці частково червоні, наприклад, з P. rubrimontis або P. alfredi, але при детальному огляді вони добре відрізняються за характерним розподілом кольорів у момент, коли повністю розкривається шлюбне забарвлення. Натомість самок P. opallios дуже легко можна сплутати з іншими видами групи P. bintan-harveyi.

## Поширення
Вид поширений в індонезійській частині острова Калімантан, провінція Центральний Калімантан. Має обмежений ареал; відомо лише 3 місцевості, де водяться ці риби: район Сукамара (індонез. Sukamara) в басейні річки Джелай-Біла (індонез. Sungai Jelai-Bila), район Каліматі (індонез. Kalimati) в басейні річки Арут (індонез. Sungai Arut) біля Пангкаланбун (індонез. Pangkalan Bun) та ще далі на схід, в басейні річки Беніпа (індонез. Sungai Benipah).
Опаловий паросфромен вважається стенотопним (зустрічається тільки тут) мешканцем торфових болотних лісів та пов'язаних з ними чорноводних струмків. Його ловили переважно в неглибоких прибережних зонах зі щільною рослинністю. За даними Г. Лінке (нім. H. Linke), вода, в яких жили ці риби, мала темно-коричневий колір, електропровідність становила 9 мкСм/см, твердість була меншою за 1 градус KH та GH, а показник pH трохи нижчим за 4,0.
В деяких водоймах P. opalios живе разом із P. linkei.
Знищення вологих тропічних лісів на Калімантані несе загрозу існуванню багатьох місцевих видів, серед них і опалового паросфромена.

## Розмноження
Зазвичай нерестяться в невеликих печерах або серед шару листя, що лежить на дні. На час нересту утворюють тимчасові пари. Самці будують в печерах невеличкі гнізда з бульбашок повітря. До самок залицяються в положенні головою донизу. Самці ж відповідають за догляд за ікрою та виводком.

## Утримання в акваріумі
Вперше опалові паросфромени з'явилися в акваріумах 1990 року під назвою «P. spec. of Sukamara». Спочатку риб завозили й розповсюджували лише окремі акваріумісти в приватний спосіб. Згодом в обмеженому обсязі їх стали продавати й на комерційній основі.
Умови утримання та розведення опалового паросфромена не відрізняються від типових для представників роду. Дуже важливим є підтримання мінімальної кількості мікроорганізмів у воді. Цього досягають за допомогою низьких значень рН (максимум 4,5) та присутності у воді гумінових речовин.
Цікавим є той факт, що барвисті від природи опалові паросфромени в акваріумах час від часу втрачають свої інтенсивні кольори, особливо в наступних поколіннях. Найбільш імовірною причиною цього вважають неправильні параметри води при утриманні риб. Невдалі спроби розведення опалових паросфроменів, можливо, пов'язані з відмінностями в походженні популяцій.

## Відео
- parosphromenus opallios на YouTube by ApistoLife Champ